# Кильсадагский храм
Кильсадагский храм – остатки древней албанской церкви, расположенные на территории села Бёюк-Эмили Габалинского района Азербайджана.
Храм был обнаружен в 1971 году в селе Бёюк-Эмили Габалинского района. Кильсадагский храм обладает рядом особенностей, отличающих его от других купольных храмов Кавказской Албании и в целом Южного Кавказа.

### Исследование
Храм был обнаружен в 1971 году в селе Бёюк-Эмили Габалинского района. Высота сохранившихся стен памятника составляет почти два метра. По своей структуре храм имеет круглую форму, двухъярусное строение с центральным куполом. Такие храмы обнаружены и изучены только в шести местах мира. Это храм Босра (511-512 гг.) в Сирии, Гагикашен в городе Ани в Турции (1001-1020 гг.), Лекит в Гахском районе Азербайджана (VI век), Ишхани и Звартноц в Армении, грузинский собор Бана в Турции.
- Западный вход в церковь
- Остатки Пастофории

В 2020-2023 годах Научным центром албановедения Института археологии, этнографии и антропологии НАНА на территории памятника были проведены археологические исследовательские работы. В результате предварительных археологических наблюдений на территории были зафиксированы постройки, непосредственно связанные с круглым храмовым комплексом.
Интересные архитектурные элементы были обнаружены на территории храмового комплекса Килседаг, длина которого составляет 26 метров с севера на юг и ширина 12,50 метра с востока на запад. Остатки общественного здания овальной формы с северной и южной частей имеют длину 21 метр, ширину 12 метров, толщину стен 1,40 метра. В ходе исследований на территории было обнаружено большое количество остатков керамики, стекла и изразцов поздней античности – раннего средневековья и средневековья.
По словам руководителя археологической экспедиции Натига Алишова, «на основании обнаруженных в этой местности образцов материальной культуры можно сделать вывод, что вокруг круглого храмового комплекса в древности и раннем средневековье располагалось поселение замкового типа. Была определена конструкция, зафиксировано наличие ее защитной стены».

## Архитектурные особенности
Кильсадагский храм обладает рядом особенностей, отличающих его от других купольных храмов Кавказской Албании и в целом Южного Кавказа. По остаткам храма, обнаруженным в ходе археологических исследований в 1971 году, было установлено, что он имел многоугольную структуру снаружи и круглую структуру внутри. Изнутри здание имеет диаметр 10,4 метра. В метре от внутренней части стены находится второй круг диаметром 8,4 метра и высотой 40 сантиметров. Второй каменный круг служил основанием для восьми колонн, которые поддерживали не дошедшую до наших дней барабанную и купольную часть церкви.
К основному объёму храма с северо-востока и юго-востока примыкают два небольших круглых в плане помещения. Толщина стен храма 95 см, сложены они из серовато-белого камня пучдаша размером 60 на 80 с забутовкой из булыжника на известковом растворе. В колоннах и других деталях храма применена каменная кладка с использованием обожжённого кирпича (24x24,5x5.5; 26x26x5; 27x25x6), что характерно и для многих других памятников этой зоны (Гумская базилика, Лекитская церковь и другие).
Круглая внутри стена обхода на фасаде оформлена в виде неравностороннего двенадцатигранника, а наружная поверхность двух примыкающих с востока помещений декорирована четырьмя парами валиков. Три входа храма, расположенные как в Гуме и Леките с севера, юга и запада по главным осям, решены в виде порталов, перекрытых, судя по строительным остаткам, сводчатым покрытием. Всё сооружение возвышалось на двухступенчатом стилобате.
Принцип центрической композиции с внутренней сквозной структурой, охваченной круговым обходом, хорошо был известен в византийской архитектуре, и в античном зодчестве. Ещё в
древней Греции строились храмы с круглой целлой, окружённой колоннадой снаружи – фолосы, либо сквозные перекрытые колоннады на круглом основании – моноптеры. Храмы этого типа строились и в Древнем Риме, а позднее в Византии. Многие из них имели купольное покрытие, существенной чертой которого являлось круговое основание.